# Daulatpur
Daulatpur fou un estat tributari protegit del tipus jagir, vassall del principat de Bhopal, governat per una dinastia rajput. L'ancestre de la família fou el raja Bairisal de Jodhpur a la meitat del segle XVI. Daulatpur fou fundat per Raja Dal Shah al segle XVII. El 1818 era jagirdar Salam Singh al que va succeir el seu fill Raghunat Singh i a aquest el seu fill Nirbhai Singh que va morir el 1925. Va pujar llavors al tron Jagannath Singh el darrer raja amb poder que va accedir a l'Índia el 1948.